# Pias (Lousada)
Pias is een plaats (freguesia) in de Portugese gemeente Lousada en telt 1081 inwoners (2001).